# Altenmarkt bei Sankt Gallen
Altenmarkt bei Sankt Gallen is een gemeente (marktgemeinde) in de Oostenrijkse deelstaat Stiermarken, en maakt deel uit van het district Liezen.

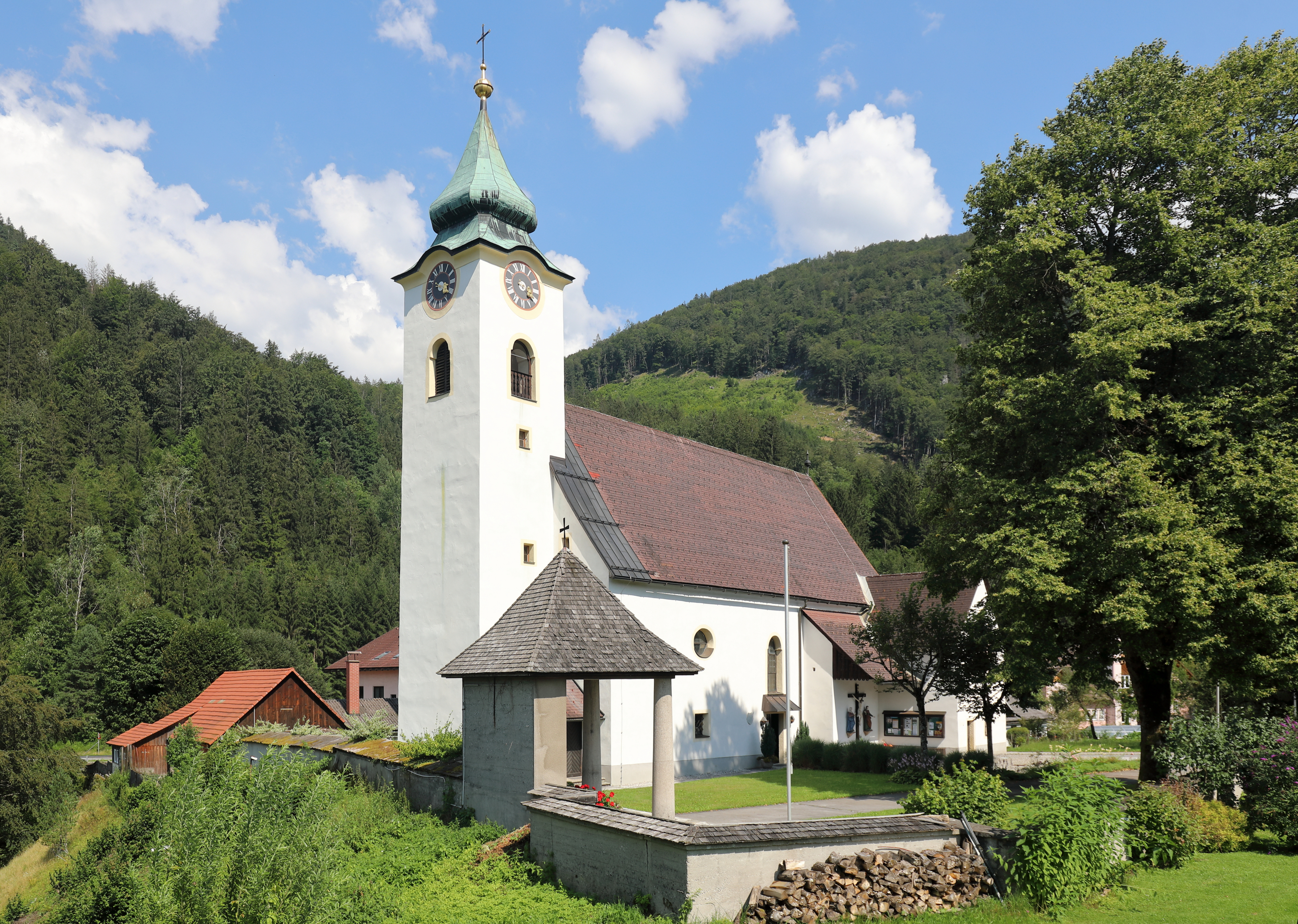

Altenmarkt bei Sankt Gallen telt 809 inwoners (2022).
Admont ·
Aigen im Ennstal ·
Altaussee ·
Altenmarkt bei Sankt Gallen ·
Ardning ·
Bad Aussee ·
Bad Mitterndorf ·
Gaishorn am See ·
Grundlsee ·
Irdning-Donnersbachtal ·
Landl ·
Lassing ·
Liezen ·
Rottenmann ·
Sankt Gallen ·
Selzthal ·
Stainach-Pürgg ·
Trieben ·
Wildalpen ·
Wörschach
Politische Expositur Gröbming:
Aich ·
Gröbming ·
Haus ·
Michaelerberg-Pruggern ·
Mitterberg-Sankt Martin ·
Öblarn ·
Ramsau am Dachstein ·
Schladming ·
Sölk
- Gemeinsame Normdatei: 1077054947
- Nationale Bibliotheek van Tsjechië: ge813455
- Virtual International Authority File: 17145602346301360593